# Трудове (Семенівський район)
Трудове — колишнє селище в Україні, Семенівському районі Чернігівської області. Підпорядковувалось Погорільській сільській раді.
Розташовувалося за 8 км на південний схід від Погорільців, зусебіч оточувалося лісом.
Складалося з єдиної вулиці довжиною понад 500 м, мало вигляд (у останній період) 4 окремо розташованих дворів.
У середині 19 ст. поблизу майбутнього селища знаходилася корчма Раківка. 
Селище виникло найімовірніше у 1-й третині 20 ст.
Станом на 1986 рік у селі проживало 10 жителів. 23 жовтня 1992 року Чернігівська обласна рада зняла село з обліку у зв'язку з переселенням жителів.
Територія села частково заросла лісом, колишня вулиця є звичайною лісовою дорогою.